# Isstøa
Isstøa (norwegisch für Eisfläche) ist eine vereiste Ebene im Königin-Maud-Land. In der Kirwanveggen liegt sie zwischen dem Vestvorren und dem Austvorren im nördlichen Teil der Neumayersteilwand.
Wissenschaftler des Norwegischen Polarinstituts benannten sie 1961.